# Frans rugbyteam (mannen)
Het Frans rugbyteam is een team van rugbyers dat Frankrijk vertegenwoordigt in internationale wedstrijden.
Rugby is een populaire sport in Frankrijk, vooral in het zuiden van het land. Frankrijk is een van de beste rugbylanden ter wereld en speelt sinds 1910 jaarlijks in het vijflandentoernooi (sinds 2000 het zeslandentoernooi). Omdat er in Frankrijk professioneel rugby gespeeld werd, werd Frankrijk tussen 1932-1939 uitgesloten van deelname aan dit toernooi. Sinds de Tweede Wereldoorlog doen ze weer elk jaar mee en hebben ze het toernooi 27 keer gewonnen (inclusief de acht gedeelde plaatsen). Het Franse rugbyteam heeft ook aan elk wereldkampioenschap rugby meegedaan, en is drievoudig vicewereldkampioen.

## Geschiedenis

### Beginjaren
De rugbysport is in 1872 geïntroduceerd in Frankrijk door studenten en handelaren uit Groot-Brittannië. De sport verspreidde zich snel op scholen en universiteiten. Al snel werden er rugbyverenigingen opgericht en speelden Franse teams regelmatig tegen Engelse teams. Het duurde echter tot 1906 tot de eerste officiële interland werd gespeeld. Op nieuwjaarsdag werd in Parijs met 8-38 verloren van Nieuw-Zeeland. Hierna werd er regelmatig tegen Engeland gespeeld. Frankrijk bleek niet opgewassen tegen de toplanden en verloor dan ook de meeste wedstrijden. Tot de Eerste Wereldoorlog speelde Frankrijk 28 interlands, daarvan werd er maar één gewonnen. Op 2 januari 1911 werd er namelijk met 16-15 gewonnen van Schotland.

### Olympische Spelen

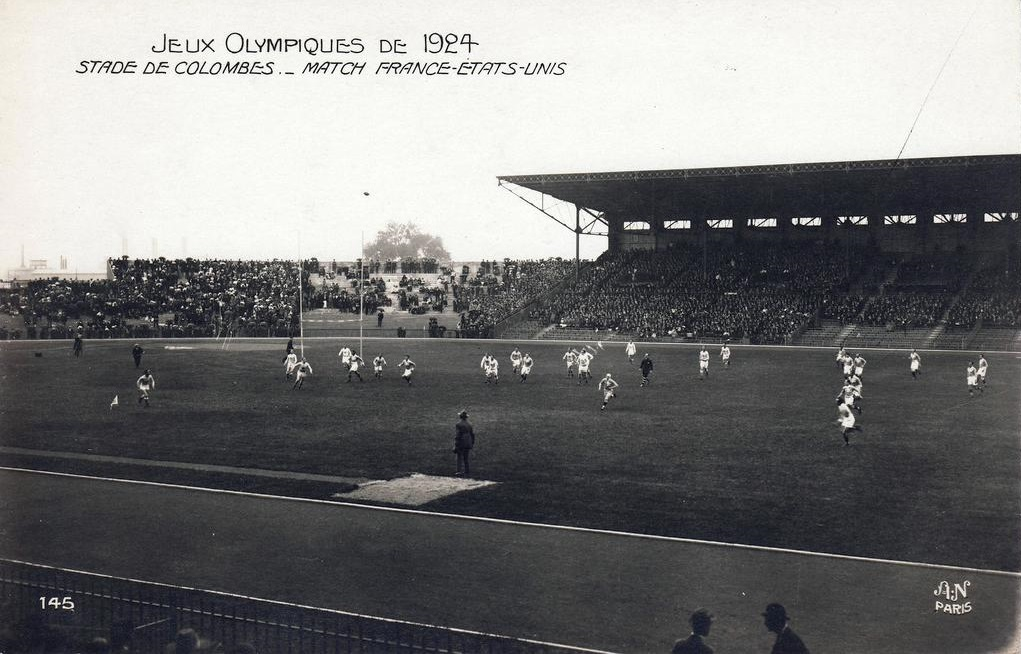
De wedstrijd Frankrijk-VS op de Olympische Zomerspelen 1924.

Op de Olympische Spelen van 1900 in Parijs werd er rugby gespeeld. Een representatief clubteam uit Frankrijk nam het op tegen een clubteam uit Engeland en een clubteam uit Duitsland. Het Franse team won van beide tegenstanders waardoor het olympisch kampioen werd. Deze wedstrijden worden echter niet als officiële interlands gezien. Op de Olympische Spelen van 1920 in Antwerpen namen twee rugbyteams het tegen elkaar op. Tegen de verwachting in verloor Frankrijk met 8-0 van het Amerikaans rugbyteam.
Vier jaar later vonden de Olympische Spelen van 1924 weer in Parijs plaats. Naast gastland Frankrijk en titelverdediger Amerika deed ook Roemenië mee. Roemenië verloor beide wedstrijden, waardoor Frankrijk en Amerika op 17 mei 1924 streden voor de olympische titel. De rugbysport was reeds populair geworden in Frankrijk. In Amerika werd er echter amper rugby gespeeld en het Amerikaanse team bestond dan ook vooral uit American football spelers en een aantal rugbyspelers die sinds de vorige Olympische Spelen bijna geen rugbywedstrijd meer hadden gespeeld. Frankrijk was dan ook zwaar favoriet. Toch werd voor duizenden Franse toeschouwers de wedstrijd met 3-17 gewonnen door Amerika. Dit overigens tot grote woede van vele toeschouwers die de winnaars op beledigingen en boegeroep trakteerden. Ook werd een Amerikaanse vlag verscheurd. Doordat de rugbysport niet meer terug is gekeerd op de Olympische Spelen is de VS dus nog steeds olympisch kampioen rugby.

### Zeslandentoernooi

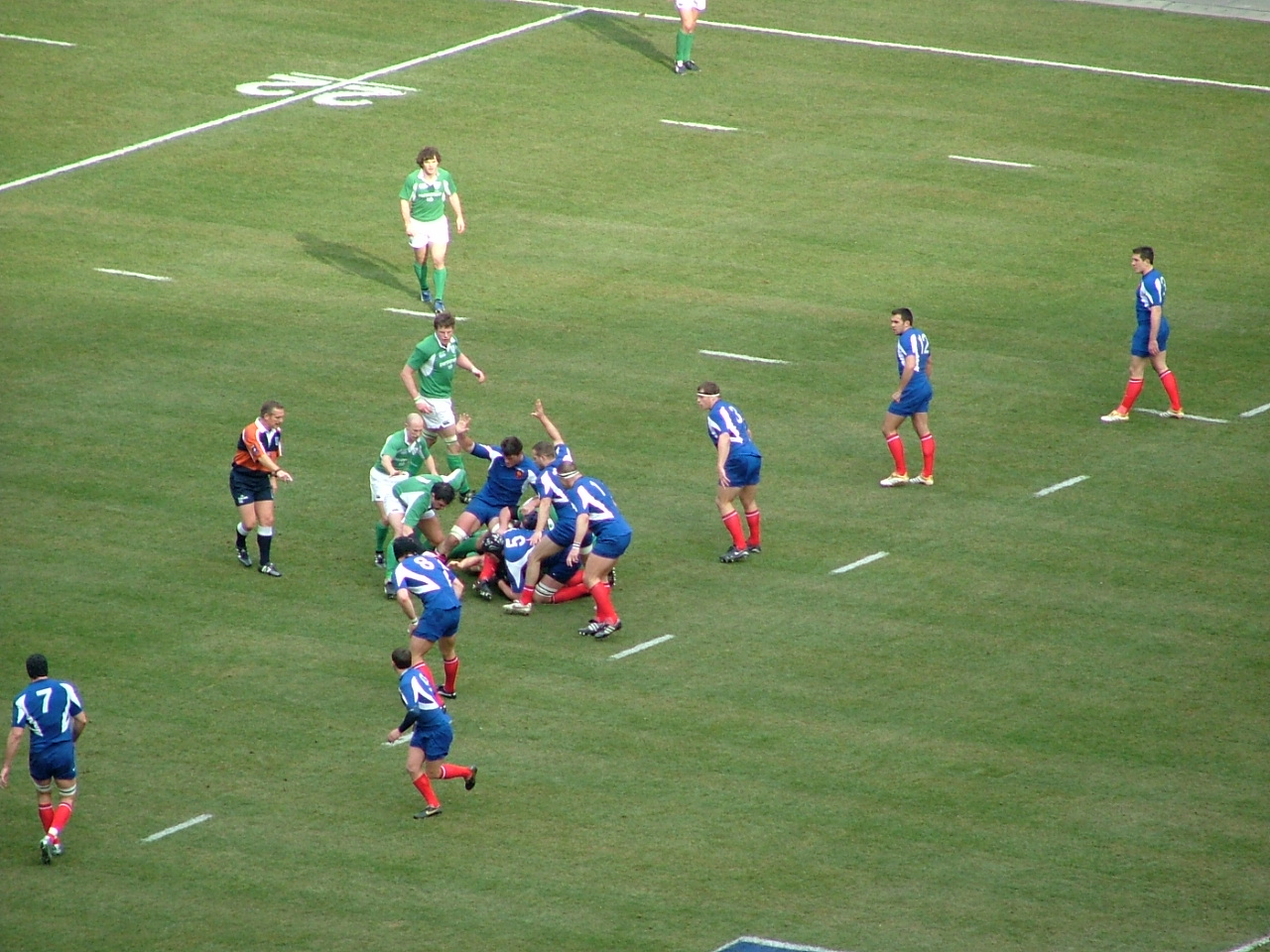
Het Franse rugbyteam in een wedstrijd tegen Ierland voor het Zeslandentoernooi in 2006.

De vier Home Nations Engeland, Schotland, Wales en Ierland speelden al jaarlijks een toernooi toen in 1910 Frankrijk toe werd gelaten. Hierdoor werd dit toernooi het vijflandentoernooi genoemd. Frankrijk wist in de eerste jaren het toernooi nooit te winnen. In 1932 werd het Franse team uit het toernooi gezet. Dit werd gedaan doordat er professioneel werd gespeeld in Frankrijk en ook door de slechte administratie van de Franse rugbybond en vermeend geweld op het rugbyveld. Door deze uitsluiting stapten veel Franse rugbyers over op de variant Rugby League.
Na de Tweede Wereldoorlog mocht Frankrijk echter weer meedoen aan het toernooi. Het Franse team ging steeds beter spelen en in 1954 wonnen ze voor het eerst het vijflandentoernooi. Vanaf 1959 werd Frankrijk vier keer op een rij kampioen. Het Franse rugby won hierdoor aan populariteit en het niveau bleef in de jaren hierna dan ook hoog. In 2022 won Frankrijk het vijf-/zeslandentoernooi voor de 26e keer.

### Europese kampioenschappen
Naast het vijflandentoernooi heeft Frankrijk ook regelmatig tegen landen op het Europese vasteland gespeeld. Aan deze toernooien voor de European Nations Cup (het officieuze Europese kampioenschap) deden de Britse landen niet mee. Hierdoor wist Frankrijk de meeste edities te winnen. De eerste acht edities, verspreid over de periode 1936-1968 werden door Frankrijk gewonnen. In 1969 verloor Frankrijk in de finale van Roemenië. Doordat Frankrijk ook in het vijflandentoernooi speelde, werd vaak het tweede Franse team opgesteld. Desondanks bleef Frankrijk het Europese kampioenschap winnen: Frankrijk won 25 van de eerste 31 edities. Daarnaast werd men vijf keer tweede, alleen in 1983 behaalde Frankrijk geen ereplaats. Toen in 2000 het vijflandentoernooi uitgebreid werd met Italië en het Europese kampioenschap grondig werd hervormd, besloot Frankrijk niet meer deel te nemen aan het Europese kampioenschap.

### Wereldkampioenschappen
Voor de eerste editie van het wereldkampioenschap rugby in 1987 in Nieuw-Zeeland en Australië werd Frankrijk uitgenodigd. In de finale verloren de Fransen met 9-29 van Nieuw-Zeeland waardoor het tweede werd. Ondanks dat het wereldkampioenschap rugby 1991 in Engeland werd gehouden, werd de kwartfinale tussen Engeland en Frankrijk in Parijs gespeeld. Engeland won de wedstrijd met 19-10. Vier jaar later won Frankrijk de troostfinale van Engeland, waardoor het derde werd. In 1999 bereikte Frankrijk weer de finale van het wereldkampioenschap. Ook deze finale verloor Frankrijk, nu met 35-12 van Australië. In de volgende editie werd Frankrijk vierde.

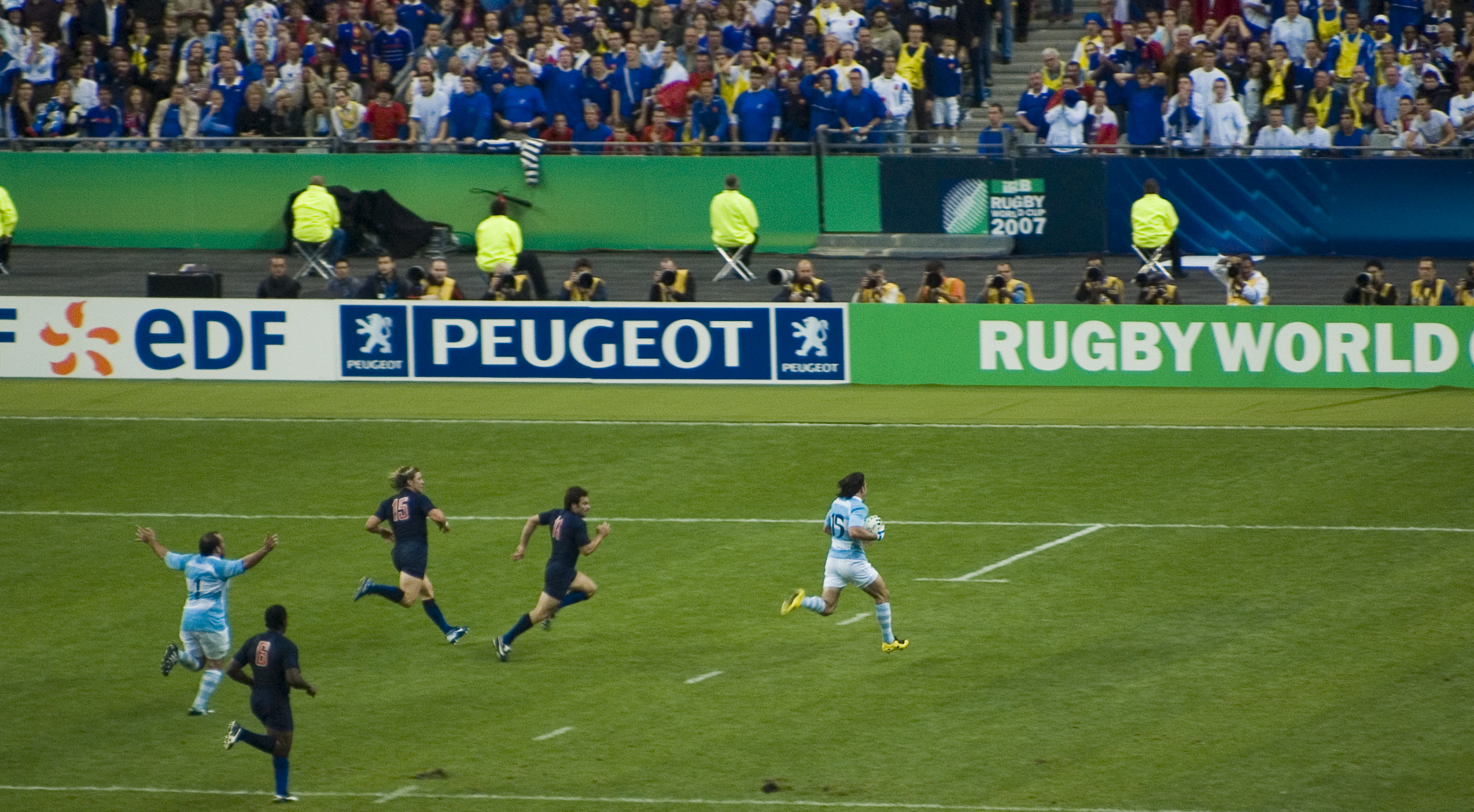
Frankrijk verliest verrassend het openingsduel van het wk 2007 van Argentinië.

Het wereldkampioenschap rugby 2007 werd georganiseerd door Frankrijk. Het gastland eindigde als vierde. Vier jaar later haalde Frankrijk voor een derde maal de finale, die wederom verloren werd (van gastland Nieuw-Zeeland). Zowel in 2015 als in 2019 werd Frankrijk uitgeschakeld in de kwartfinale. In 2023 is Frankrijk gastland.

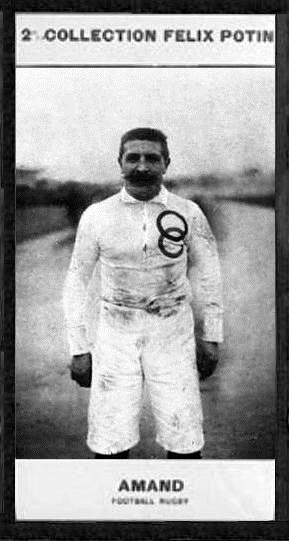
Henri Amand met het oude Franse rugbytenue.

## Tenue
Tot 1912 was de kleding van het Franse rugbyteam helemaal wit. Op de borst pronken twee cirkels, een rode en een blauwe. De Franse aanvoerder Marcel Communeau stelde in 1911 echter voor om een haan als symbool te gebruiken. Dit omdat een haan wordt gezien als een trots en strijdvaardig dier dat soms agressief is. In het begin werd dit de haan wit en rood. Na een aantal veranderingen is de haan sinds 1970 goudkleurig.
De haan als symbool werd een groot succes en op de Olympische Zomerspelen 1920 werd de haan verweven in de vijf olympische ringen op de officiële kleding van de Franse delegatie. Ook in andere sporten werd de haan aangenomen als symbool waardoor het een nationaal symbool van Frankrijk werd. Doordat als symbool de haan wordt gebruikt, worden de Franse teams ook wel les coqs (de hanen) genoemd.
Het geheel witte tenue werd al snel vervangen door een blauw shirt, witte broeken en rode sokken, waardoor de Fransen de bijnaam les tricolores kregen. De laatste jaren speelt het Franse rugbyteam in een geheel blauw tenue, waardoor de bijnaam werd veranderd in les blues. Wanneer het blauwe tenue problemen levert met de kleuren van het tenue van de tegenstander speelt Frankrijk in een wit tenue.

## Stadion

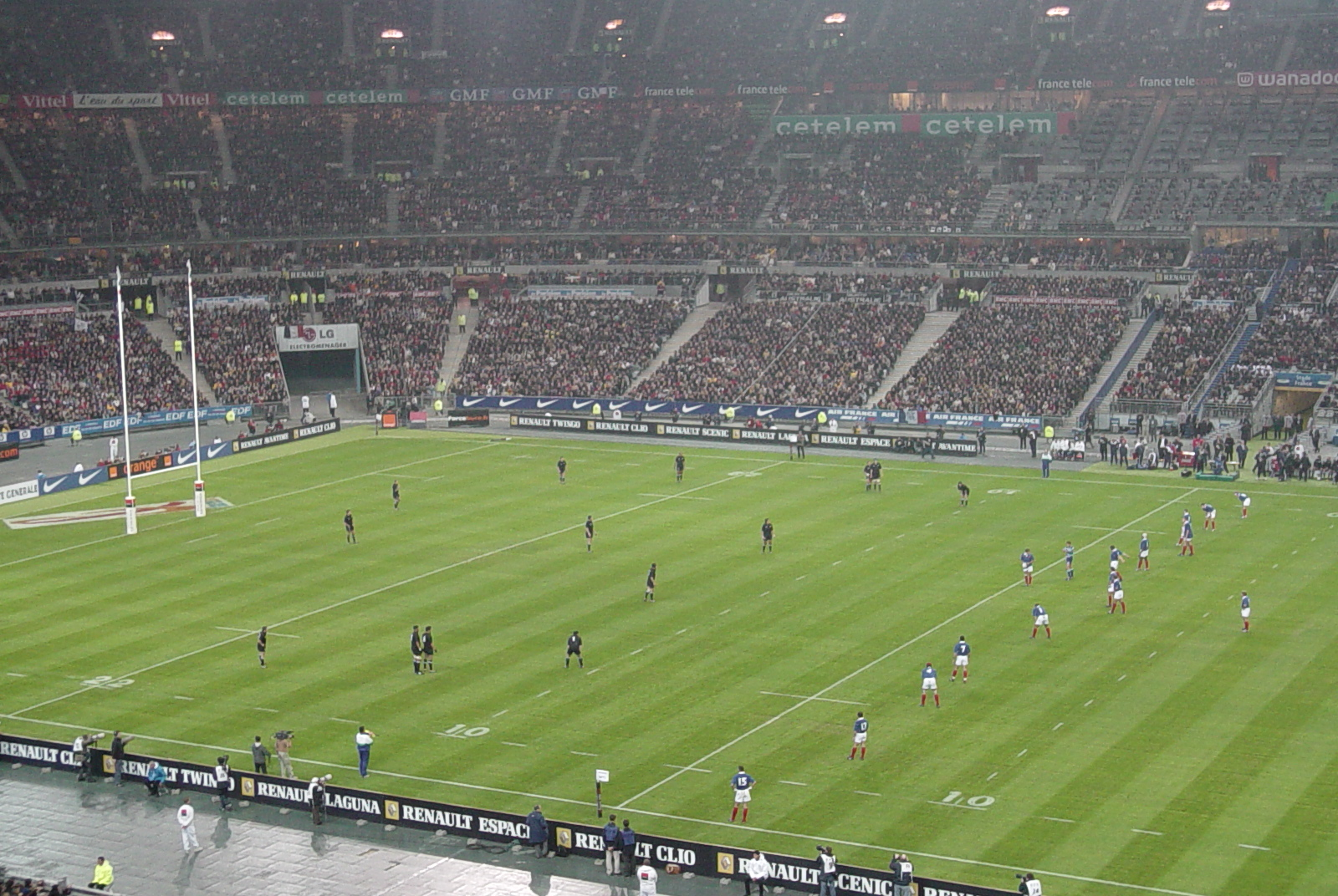
Frankrijk speelt meestal in het Stade de France.

Het Franse rugbyteam speelt zijn interlands voornamelijk in het Stade de France vlak bij Parijs. Dit stadion is met zijn capaciteit van 80.000 het grootste stadion van Frankrijk. In het verleden speelde het Franse team vooral in het Parc des Princes in Parijs en het Stade de Colombes, het olympische stadion van de Olympische Zomerspelen 1924, wat vlak bij Parijs ligt.
Ondanks dat alle wedstrijden voor het zeslandentoernooi in het Stade de France worden gespeeld, speelt het Franse rugbyteam ook regelmatig in andere stadions, vooral in steden als Marseille en Toulouse. Dit omdat rugby in het zuiden van Frankrijk erg populair is.

## Wereldkampioenschappen
Frankrijk heeft aan elk wereldkampioenschap deelgenomen. Ze organiseerden het toernooi in 2007.
- WK 1987: tweede
- WK 1991: kwartfinale
- WK 1995: derde
- WK 1999: tweede
- WK 2003: vierde
- WK 2007: vierde
- WK 2011: tweede
- WK 2015: kwartfinale
- WK 2019: kwartfinale